# Paneer

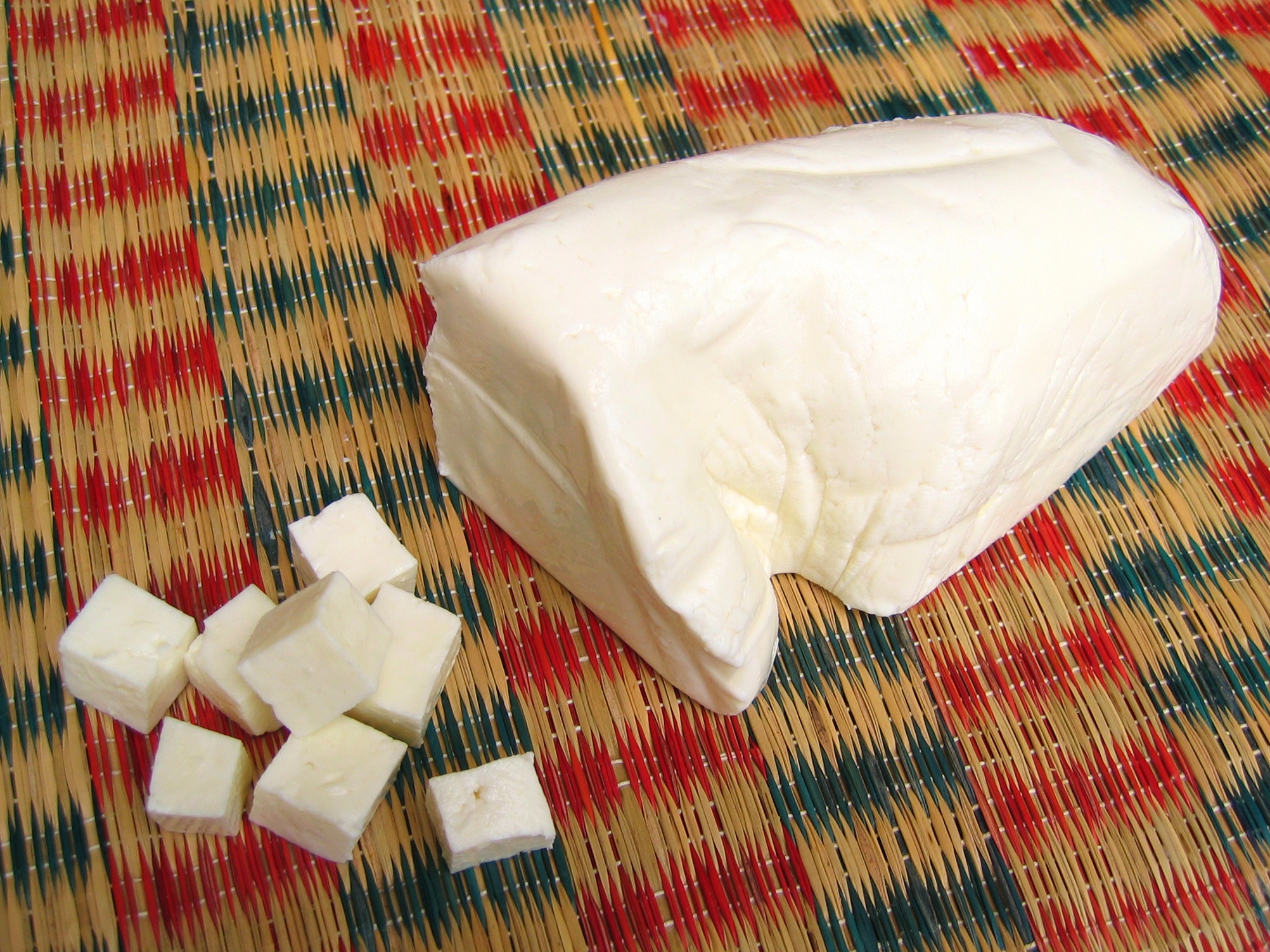
Paneer

Paneer (uttalas [pəniːr]) , alternativt ponir eller panir, är en typ av färskost som är vanlig i de indiska, pakistanska och persiska köken.
Det är en olagrad ost som inte smälter, gjord genom att ysta ost med vegetabiliska syror, som till exempel citronsaft. Ostmassan kallas för chhena. Paneer tillverkas traditionellt av buffelmjölk. Osten tillagas genom att man kokar upp mjölk under omrörning varefter en syrahaltig ingrediens som t. ex. citronsaft eller yoghurt tillsätts. Mjölken skär sig och man får vassle och ostmassa som man låter rinna av i en silduk. Ostmassan sätts sedan i press och efter det är osten klar. En vanlig restaurangrätt med paneer är den vegetariska palak paneer, där osten serveras i spenat och kryddor.

## Tillverkning
Paneer tillverkas genom att tillsätta vegetabilisk syra, som citronsaft, vinäger, citronsyra eller dahi (yoghurt), till varm mjölk för att separera ostmassan från vasslen. Ostmassan silas sen genom ostväv eller muslin, och överflödigt vatten pressas ut. Ostmassan läggs i kallt vatten i 2-3 timmar för att få rätt textur och utseende. Hur man behandlar osten vidare varierar på användningsområde och regionens kultur.
I de flesta nepalesiska kök slår man in osten i tyg, placerar den under en tung vikt i två till tre timmar, sen skär man osten i kuber för att använda i currygrytor. I de fall osten ligger i press en kortare period (cirka 20 minuter) får man en mjukare och porösare ost.
I bengaliska kök och enligt många andra traditioner från östra Indien, knådas chhenan för hand till en degliknande konsistens, saltas hårt och lagras för att bli paneer (kallad panir), som vanligtvis äts i skivor till te, tillsammans med kex och bröd, eller friteras eller används i matlagning.
I området kring staden Surat i Gujarat, gör man Surti Paneer, genom att torka ostmassan och lagra den i 12 till 36 timmar.

## I matlagning
Paneer är den vanligaste typen av ost som används i den traditionella matlagningen i den indiska subkontinenten. Användandet av paneer är vanligast i Indien, Nepal, Bangladesh och Pakistan. Den serveras ibland inslagen i deg och friterad eller tillsammans med spenat (palak paneer) eller ärtor (mattar paneer).
Den populära efterrätten rasgulla är chhana som knådas och rullas till bollar, som sen kokas i sirap. Chhanan som används till rasgulla tillverkas på lite annorlunda sätt från paneer; den silas men pressas inte. Resultatet är en mjukare och fuktigare ostmassa, som är lättare att forma.

## Maträtter med paneer
- Sandesh
- Chena Murki
- Mattar paneer (paneer med ärtor)
- Shahi paneer (paneer som kokas i stark curry)
- Paneer tikka (en vegetarisk variant av chicken tikka, grillade paneer-spett)
- Kadai paneer
- Paneer Jalfrezi
- Chili Paneer
- Palak paneer
- Khoya paneer

## Paneer och snabbmat
De flesta internationella snabbmatsrestauranger i Indien serverar paneer. McDonald’s i Indien serverar McSpicy Paneer och Paneer Wrap. I Storbritannien har Subway börjat servera en saag paneer-biff. Taco Bell i Indien serverar en paneer- och potatis-burrito. Pizza Hut, Domino’s och Papa John’s serverar pizzor med paneer.